# Frank Edward Tours
Frank E. Tours (Londres, 1 de setembre de 1877- Los Angeles, 2 de febrer de 1963) fou un compositor i director d'orquestra anglès.
Fou deixeble de Stanford, Parrat i Bridge en el Royal College of Music i després d'haver estat algun temps organista de l'església de Hammersmith fou director d'orquestra de diversos teatres i últimament de la Koven Opera de Nova York.
Va dar al teatre:
- The Dashing Little Duke;
- Melnotte;
- The Dairy Maids;
- The Hoyden;
- The Little Cherub;
- See-See;
- The New Aladdin, així com nombroses melodies vocals.